# Plumbano
El plumbano o hidruro de plomo (IV) es un hidruro metálico, compuesto por un átomo de plomo (con estado de oxidación +4) enlazado a cuatro de hidrógeno (con estado de oxidación -1, como en todo hidruro metálico).
Este compuesto químico no está bien caracterizado ni es bien conocido, debido a que es termodinámicamente inestable, tendiendo a la pérdida de un átomo de hidrógeno.
Entre sus derivados, más estables se incluyen el trimetilplumbano (CH3)3PbH, el tetraetilo de plomo (CH3CH2)4Pb y el tetrametilo de plomo.